# HMAS Australia (1911)
HMAS Australia − australijski krążownik liniowy z okresu I wojny światowej, pełniący w Royal Australian Navy funkcję pierwszego okrętu flagowego. Został zbudowany w latach 1910−1913 jako jedna z trzech jednostek typu Indefatigable, na zamówienie rządu dominium, i był największym australijskim okrętem artyleryjskim w historii.
W początkowym okresie I wojny światowej „Australia” służyła na wodach okalających rodzimy kraj, biorąc między innymi udział w poszukiwaniu Niemieckiej Eskadry Wschodnioazjatyckiej admirała Maximiliana von Spee oraz operacji zajęcia Rabaulu przez wojska australijskie. Następnie, na mocy przedwojennego porozumienia z rządem brytyjskim została wysłana do Europy i oddana pod dowództwo Royal Navy.
„Australia” weszła w skład 2. Eskadry Krążowników Liniowych Grand Fleet, biorąc udział w patrolowaniu Morza Północnego. Nie wzięła udziału w bitwie jutlandzkiej, przebywała wówczas w stoczni remontowej po kolizji z bliźniaczym „New Zealand”. 21 listopada 1918 roku wchodziła w skład zespołu przyjmującego płynące na internowanie okręty Hochseeflotte. Na wody australijskie powróciła ostatecznie w czerwcu 1919 roku.
Powojenne ograniczenia budżetowe i wynik konferencji waszyngtońskiej, ograniczającej zbrojenia morskie, zdecydowały o dalszym losie krążownika. 12 grudnia 1921 roku „Australia” została przeniesiona do rezerwy, a w następnym roku przeznaczona do wycofania. Pod koniec 1923 roku rząd australijski podjął decyzję o zatopieniu okrętu, która została uroczyście wykonana 12 kwietnia 1924 roku. Pierwszy okręt flagowy Royal Australian Navy spoczął na morskim dnie w odległości 24 mil morskich od wejścia do portu w Sydney.

## Zamówienie i budowa
Po wybudowaniu w brytyjskich stoczniach pierwszych trzech krążowników liniowych (klasyfikowanych do końca 1911 roku jako wielkie krążowniki pancerne) typu Invincible i na wieść o rozpoczęciu przez najgroźniejszego rywala – Cesarstwo Niemieckie – budowy zbliżonego konstrukcyjnie okrętu „Von der Tann”, Admiralicja przeforsowała rozpoczęcie prac stoczniowych nad kolejną jednostką tej klasy, „Indefatigable”, według nieco tylko zmodyfikowanego projektu. Główną różnicą było nieznaczne wydłużenie kadłuba i co za tym idzie zwiększenie wyporności, skutkujące w wyglądzie zewnętrznym oddaleniem od siebie wież artyleryjskich umieszczonych diagonalnie na śródokręciu, co teoretycznie pozwalało im strzelać ponad pokładem na przeciwległa burtę.
W 1908 roku Parlament Zjednoczonego Królestwa dokonał znaczącej redukcji wydatków na zbrojenia morskie, anulując przyjęty wcześniej program budowy dużej liczby okrętów. W obliczu kryzysu ówczesny Pierwszy Lord Morski Admiralicji, admirał John Fisher, planował stworzenie czterech jednostek floty (każdej składającej się z wielkiego krążownika, trzech krążowników lekkich i kilku mniejszych okrętów) współfinansowanych przez dominia: Australię, Kanadę, Nową Zelandię oraz kolonie brytyjskie w południowej Afryce i przeznaczonych do służby kolonialnej. Jednak Kanada i kolonie afrykańskie odrzuciły ten projekt, nieco później ich stanowisko podzieliła również Nowa Zelandia. W efekcie jedynie istniejąca od 1901 roku (pod nazwą Commonwealth Naval Force) marynarka wojenna Związku Australijskiego, posiadająca jak dotąd wyłącznie małe jednostki przeznaczone do obrony własnych wybrzeży, miała otrzymać zespół pełnomorskich okrętów, z krążownikiem liniowym jako największym. 9 grudnia 1909 roku gubernator generalny Australii, hrabia Dudley, przekazał ministrowi kolonii zamówienie na budowę okrętu typu Indefatigable i trzech krążowników lekkich typu Town.
Stępkę pod przyszły okręt flagowy floty australijskiej położono w stoczni John Brown & Co. w Clydebank 23 czerwca 1910 roku, zaś wodowanie odbyło się 25 października 1911 roku. Matką chrzestną krążownika, nazwanego zgodnie z decyzją rządu australijskiego „Australia”, była żona George'a Reida, wysokiego komisarza Australii w Wielkiej Brytanii. Budowę i próby morskie zakończono 21 czerwca 1913 roku. W dwa dni później na okręcie podniósł swą flagę kontradmirał George Edwin Patey, od tej pory dowódca floty australijskiej (Rear Admiral Commanding HM Australian Fleet − najwyższe operacyjne stanowisko w marynarce australijskiej). 30 czerwca krążownik był wizytowany na redzie Spithead przez króla Jerzego V i księcia Walii Edwarda przed wypłynięciem w rejs do Australii.
Ponad połowę pierwszej załogi „Australii” stanowił personel Royal Navy, pozostali byli Australijczykami, bądź przeniesionymi do służby w Royal Australian Navy marynarzami floty brytyjskiej.

## Opis konstrukcji
Długość całkowita okrętu wynosiła 179,8 m a szerokość maksymalna 24,4 m. Wyporność konstrukcyjna wynosiła 18 500 ton angielskich (ts) a pełna 22 110 ts, średnie zanurzenie osiągało 8,1 m.
Siłownia „Australii” była w zasadzie nieco wzmocnionym powtórzeniem rozwiązań zastosowanych na poprzednim typie Invincible. Główną różnicą w porównaniu z poprzednikami był brak osobnych turbin marszowych, które okazały się niepraktyczne w zastosowaniu. W dwóch oddzielnych maszynowniach zainstalowane zostały dwa zespoły turbin parowych systemu Parsonsa, każdy składający się z turbiny wysokiego i niskiego ciśnienia. Napędzały one bezpośrednio cztery wały napędowe ze śrubami o średnicy 10 stóp 10 cali (ok. 3,30 m) dla wałów zewnętrznych i 10 stóp 3 cali (ok. 3,12 m) dla wewnętrznych. W porównaniu z pozostałymi okrętami typu Indefatigable, „Australia” miała śruby o większej powierzchni łopat. Przy projektowanej mocy maszyn wynoszącej 44 000 shp, prędkość maksymalna miała wynosić 25 węzłów. Parę do turbin dostarczało 31 (według jednego ze źródeł 32) kotłów wodnorurkowych typu Babcock & Wilcox umieszczonych w pięciu kotłowniach. Zapas paliwa wynosił 3170 ton węgla i 840 ton mazutu, co pozwalało przepłynąć maksymalnie 6690 mil morskich przy prędkości ekonomicznej 10 węzłów. Podczas prób prędkości maksymalnej na mili pomiarowej Polperro, gdzie odbywały się niemal wszystkie próby morskie dużych okrętów Royal Navy, „Australia” osiągnęła 26,89 węzła przy mocy maksymalnej 55 881 shp.
Głównym uzbrojeniem artyleryjskim „Australii” było osiem dział BL Mk X kal. 305 mm (12 cali) o długości lufy 45 kalibrów, umieszczonych w czterech wieżach artyleryjskich na podstawach typu BVIII*. Jedna z wież znajdowała się na pokładzie dziobowym, jedna na rufie, zaś dwie pozostałe diagonalnie na śródokręciu. Całość pochodziła z zakładów koncernu Vickersa. Zapas pocisków wynosił po 110 sztuk na działo. Artylerię średniego kalibru, przeznaczoną do zwalczania lżejszych okrętów, tworzyło 16 dział BL Mk VII kal. 102 mm (4 cale), zainstalowanych w kazamatach w nadbudówkach: sześć dziobowej i dziesięć rufowej, dwa z nich zostały zdemontowane w 1915 roku. Na każde działo przypadało 100 sztuk amunicji. Uzbrojenie torpedowe składało się z dwóch podwodnych wyrzutni kal. 450 mm (18 cali), z zapasem 12 torped. W marcu 1915 roku na „Australii” zamontowano jedno działo przeciwlotnicze kal. 76 mm (3 cale), w czerwcu 1917 roku wymienione na działo kal. 102 mm.
Pod koniec wojny na krążowniku przeprowadzono udane próby startu samolotów Sopwith Camel i Sopwith 1½ Strutter z platform zainstalowanych na dachach wież artyleryjskich na śródokręciu.
Opancerzenie okrętu, podobnie jak wszystkich brytyjskich krążowników liniowych, było zredukowane do niezbędnego minimum. Składało się ono z głównego pasa pancernego na burtach, rozciągającego się poza skrajne wieże artyleryjskie. Jego maksymalna grubość wynosiła 152 mm na śródokręciu, by zmniejszać się do 127 mm na wysokości barbet wież dziobowej i rufowej i 102 mm na końcach. Wieże i barbety miały pancerz o grubości maksymalnej 178 mm, bojowe stanowisko dowodzenia 254 mm. Opancerzenie poziome składało się z pokładów o grubości od 25 do 65 mm. Podwodną część kadłuba chroniła na każdej burcie nieciągła gródź przeciwtorpedowa na wysokości magazynów amunicyjnych o grubości 64 mm. Całość wykonana była ze stali Kruppa: KC (Krupp Cemented) i KNC (Krupp Non-Cemented). Po bitwie jutlandzkiej dodatkowo pogrubiono o 25 mm pancerz poziomy w rejonie wież artyleryjskich.
Według projektu załoga krążownika miała liczyć 820 oficerów, podoficerów i marynarzy, w tym 20 członków sztabu admiralskiego w przypadku, gdy pełnił funkcję okrętu flagowego. W rzeczywistości pierwsza załoga liczyła 813 osób, podczas wojny wzrosła do około tysiąca, zaś w 1919 roku jej liczba wynosiła 840.

## Służba operacyjna

### Przed I wojną światową

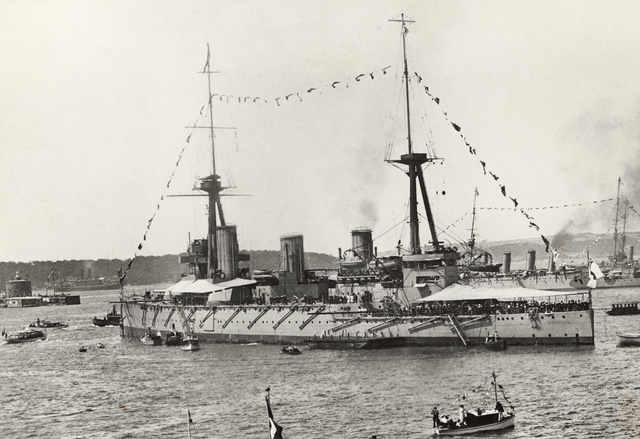
„Australia” w porcie w Sydney 4 października 1913

Po serii oficjalnych wizyt i uroczystości, „Australia”, w towarzystwie lekkiego krążownika „Sydney” wypłynęła 25 lipca 1913 roku z Wielkiej Brytanii, kierując się do Australii. Po drodze obydwa okręty wizytowały jeszcze Kapsztad (od 18 do 26 sierpnia), bazę marynarki w Simonstad i Durban w Afryce Południowej, dla podkreślenia bliskich związków pomiędzy dominiami a metropolią. 2 października krążowniki dotarły do zatoki Jervis w Australii, gdzie oczekiwały na nie pozostałe okręty Royal Australian Navy. Dwa dni później odbyła się pierwsza w dziejach Royal Australian Navy parada floty w Port Jackson w Sydney, połączona z oficjalnym przejęciem odpowiedzialności za obronę wód australijskich od Royal Navy.
Następne miesiące służby okrętu upłynęły na ćwiczeniach floty, przeplatanych wizytami w australijskich portach. Miały one pokazać społeczeństwu dominium siłę zjednoczonej floty i osłabiać rywalizację pomiędzy poszczególnymi stanami na rzecz umacniania jedności kraju. W lipcu 1914 roku, w okresie wzrastającego w wyniku zabójstwa arcyksięcia Ferdynanda napięcia międzynarodowego, krążownik został skierowany z manewrów do Sydney, celem uzupełnienia paliwa i zapasów. 3 sierpnia, zgodnie z wcześniejszą umową pomiędzy rządami brytyjskim i australijskim, Royal Australian Navy została oddana pod operacyjną kontrolę brytyjskiej marynarki wojennej. Następnego dnia (w Australii był już ranek 5 sierpnia) Wielka Brytania i jej dominia wypowiedziały wojnę Niemcom.

### Działania na wodach australijskich
Pierwszą operacją Royal Australian Navy po wypowiedzeniu wojny było zajęcie niemieckich kolonii na Pacyfiku: Samoa, Nauru i Nowej Gwinei. „Australia” opuściła port w Sydney już w nocy z 4 na 5 sierpnia, kierując się w stronę Rabaulu. Kontradmirał Patey uznał, że może on stanowić doskonałą bazę wypadową dla niemieckich krążowników „Scharnhorst” i „Gneisenau” z Eskadry Wschodnioazjatyckiej. Plan australijskiego dowódcy przewidywał, że w razie ich napotkania lżejsze jednostki wycofają się pod osłonę dział płynącego w odwodzie okrętu flagowego. W nocy 11 sierpnia australijska eskadra wpłynęła do portu w Rabaulu, nie znajdując tam żadnych jednostek przeciwnika. Przez kolejne dwa dni przeszukiwano pobliskie zatoki, również bezskutecznie. W końcu zespół odpłynął do Port Moresby, celem uzupełnienia paliwa.

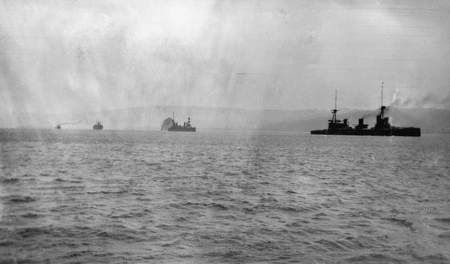
„Australia” wpływa do Rabaulu 12 września 1914

17 sierpnia 1914 roku „Australia” wypłynęła z Port Moresby, kierując się w stronę Nowej Kaledonii, gdzie miała spotkać konwój, wiozący wojska nowozelandzkie, wyznaczone do zajęcia Samoa Niemieckiego. Trzy dni później dołączył do niej lekki krążownik „Melbourne”. 21 sierpnia obydwa okręty wpłynęły do portu w Numea, by po dwóch dniach wypłynąć jako eskorta konwoju i przez Fidżi dopłynąć 30 sierpnia do Apia na Samoa. Tamtejszy garnizon poddał się bez walki i już następnego dnia australijskie krążowniki wypłynęły w stronę Nowej Gwinei, by dołączyć do eskadry mającej zająć Rabaul. 12 września 1914 roku prowadzony przez „Australię” zespół floty wpłynął ponownie do głównego portu niemieckiej kolonii, po czym przystąpiono do wyładunku oddziałów, mających zająć miasto. Również tutaj odbyło się to bez większych przeszkód i 15 września krążownik odpłynął do Sydney.
Zajęcie niemieckich kolonii na Pacyfiku i stała obecność w tym rejonie silnie uzbrojonego australijskiego krążownika liniowego zmusiła dowódcę Niemieckiej Eskadry Wschodnioazjatyckiej, admirała von Spee, do opuszczenia niebezpiecznego akwenu. Na wodach w pobliżu Australii pozostał jedynie mający prowadzić samotną wojnę przeciwko liniom komunikacyjnym krążownik lekki „Emden” (zniszczony 9 listopada 1914 roku przez „Sydney” w bitwie koło Wysp Kokosowych), zaś pozostałe okręty niemieckie skierowały się na wschód. 22 września zbombardowały Papeete na wyspie Tahiti w Polinezji Francuskiej. W związku z tym „Australia”, w eskorcie lżejszych jednostek, została skierowana na północ od Rabaulu, aby nie dopuścić do ewentualnego ataku na okupujące go wojska australijskie. Po otrzymaniu informacji o ataku na Tahiti zespół admirała Pateya otrzymał rozkaz patrolowania wód w pobliżu Fidżi, gdzie przebywał aż do pierwszych dni listopada 1914 roku. Dopiero wiadomość o zniszczeniu brytyjskiej Eskadry Indii Zachodnich kontradmirała Christophera Cradocka w bitwie pod Coronelem 1 listopada spowodowała zmianę rozkazów i wysłanie australijskich okrętów w pościg za uchodzącymi na Atlantyk Niemcami. 26 listopada „Australia” dotarła do pacyficznych wybrzeży Meksyku, gdzie została okrętem flagowym międzynarodowego zespołu okrętów brytyjskich, australijskich i japońskich, których zadaniem było odcięcie admirałowi von Spee ewentualności przejścia na Atlantyk przez Kanał Panamski lub zaatakowania Kanady. 8 grudnia eskadra niemiecka, płynąca do Europy drogą wokół przylądka Horn, została rozgromiona w bitwie koło Falklandów, co uczyniło działania zespołu admirała Pateya niepotrzebnymi. Oznaczało to również, że utrzymywanie „Australii” na Pacyfiku jest zbędne i krążownik mógł zostać użyty na innych akwenach.

### Operacje na Atlantyku
„Australia” wyruszyła w rejs na Ocean Atlantycki (gdzie według pierwotnych planów Admiralicji miała pełnić funkcję okrętu flagowego odtwarzanej Eskadry Indii Zachodnich) drogą wokół Ameryki Południowej i przepłynęła Cieśninę Magellana w dniach 31 grudnia 1914 i 1 stycznia 1915 roku, jako pierwsza jednostka Royal Australian Navy korzystająca z tej drogi. Podczas przejścia cieśniny uszkodzeniu uległa jedna ze śrub krążownika, co znacznie ograniczyło jego prędkość i zmusiło dowódcę do zawinięcia na Falklandy, celem prowizorycznej reperacji uszkodzeń. 5 stycznia „Australia” opuściła Port Stanley, zaś po południu następnego dnia jej obserwatorzy zauważyli niezidentyfikowany statek handlowy. Ponieważ przy ograniczonej awarią prędkości maksymalnej okrętu istniała obawa, że nie uda się doścignąć statku przed zachodem słońca, artylerzyści wieży dziobowej oddali strzał ostrzegawczy, zmuszając do zatrzymania niemiecki frachtowiec pasażersko-towarowy „Eleonore Woermann”, pełniący funkcję jednostki pomocniczej dla eskadry admirała von Spee, a po jej zniszczeniu usiłujący pod zmienioną nazwą przedostać się do Niemiec. Po przejęciu załogi jako jeńców wojennych na pokład krążownika, statek został zatopiony, pomimo że w jego ładowniach znajdował się węgiel, który mógł zostać wykorzystany na australijskim okręcie.
W tym czasie zmieniły się plany brytyjskiej Admiralicji, która uznała za konieczne posiadanie jak największej ilości krążowników liniowych (ich gorącym orędownikiem był Pierwszy Lord Morski, admirał Fisher) na wodach europejskich. 11 stycznia płynąca w stronę Jamajki „Australia” otrzymała rozkaz zmiany kursu i skierowania się do Gibraltaru. Dotarła tam po dziewięciu dniach żeglugi, po czym udała się do Plymouth, gdzie dopłynęła 28 stycznia. Wkrótce potem jednostka trafiła na krótko do stoczni remontowej. Po jej opuszczeniu weszła w skład Floty Krążowników Liniowych Grand Fleet, jako okręt flagowy 2. Eskadry Krążowników Liniowych, której dowódcą miał zostać awansowany do stopnia wiceadmirała George Patey. Jednak w obawie przed możliwym konfliktem o starszeństwo pomiędzy wiceadmirałami Beattym i Pateyem, ten ostatni został przeniesiony na stanowisko dowódcy Eskadry Indii Zachodnich, zaś komendę nad 2. Eskadrą Krążowników Liniowych objął kontradmirał William Christopher Pakenham, który również obrał za swój okręt flagowy „Australię”.
Po zdecydowanym zwycięstwie, odniesionym przez brytyjskie krążowniki liniowe w bitwie na Dogger Bank 24 stycznia 1915 roku, nastąpiła zmiana w taktyce działań niemieckiej Kaiserliche Marine. Zamiast dotychczasowych akcji bojowych dużych okrętów nawodnych, skoncentrowała się ona na operacjach U-Bootów i sił lekkich oraz szerszym wykorzystaniu broni minowej. W efekcie także brytyjska Grand Fleet, w tym „Australia”, skupiła się na odbywaniu manewrów i ćwiczeń, pozostając w stałej gotowości na wypadek ewentualnego ataku. W tym czasie australijski krążownik kilkakrotnie wychodził w morze, bądź to w odpowiedzi na ofensywne działania niemieckie, bądź jako eskorta dla własnych sił lekkich. Jednak przez długie miesiące nie dochodziło do spotkania obydwu przeciwnych flot.

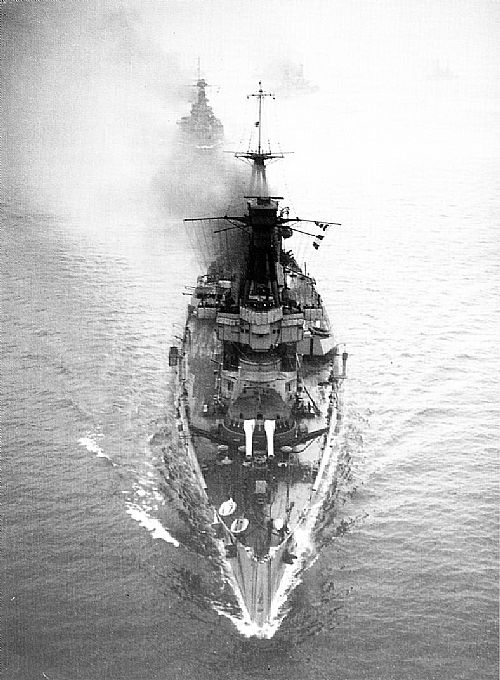
HMAS „Australia” na czele zespołu okrętów przepływających pod Forth Bridge

21 kwietnia 1916 roku krążowniki liniowe Grand Fleet ponownie wyszły w morze. Tym razem ich zadaniem było patrolowanie Skagerraku dla osłony własnych transportów rudy żelaza ze Szwecji. Brytyjscy dowódcy otrzymali również informację o ofensywnych ruchach dużych jednostek niemieckich, co wskazywało na możliwą akcję ofensywną. Następnego dnia płynąca w gęstej mgle „Australia” dwukrotnie zderzyła się z bliźniaczym „New Zealand”, odnosząc poważne uszkodzenia. Ta i kilka innych kolizji (między innymi pancernika „Neptune” ze statkiem handlowym) spowodowały zawrócenie floty brytyjskiej do portów. „Australia” została wstawiona do doku pływającego w ujściu Tyne, a po dokonanych oględzinach przebazowana do Devonport celem przeprowadzenia niezbędnego remontu. Trwał on aż do 9 czerwca 1916 roku, w wyniku czego australijski okręt nie wziął udziału w bitwie jutlandzkiej w dniach 31 maja i 1 czerwca.
W bitwie tej, największym starciu flot wojennych I wojny światowej, Brytyjczycy stracili między innymi trzy krążowniki liniowe, w tym bliźniaczy okręt australijskiego okrętu flagowego, „Indefatigable”. W połowie sierpnia 1916 roku dowództwo Hochseeflotte po raz kolejny spróbowało wciągnąć w zasadzkę część sił brytyjskich. Tym razem zespół szybkich okrętów niemieckich miał ostrzelać Sunderland, a w drodze powrotnej wyprowadzić ewentualny pościg wprost na siły główne. Ostrzeżony przez wywiad dowódca Grand Fleet, admirał John Jellicoe wyszedł w morze 18 sierpnia mając pod bezpośrednim dowództwem 26 pancerników, zaś Flota Krążowników Liniowych wiceadmirała Beatty'ego wszystkich sześć sprawnych krążowników liniowych (źródła nie podają bezpośrednio ich imiennego wykazu, ale wiadomo, że z siedmiu pozostałych w Royal Navy po bitwie jutlandzkiej okrętów tej klasy, „Indomitable” przez cały sierpień znajdował się w stoczni remontowej). Następnego dnia w pewnej chwili obie floty znajdowały się w odległości około 40 mil morskich od siebie, ale do starcia nie doszło, ponieważ ostrzeżony przez własne U-Booty o obecności Grand Fleet admirał Reinhard Scheer natychmiast obrał kurs powrotny.
We wrześniu 1916 roku nastąpiła zmiana na stanowisku dowódcy floty australijskiej: objął je na kilka miesięcy (do stycznia 1917 roku, gdy został mianowany dowódcą Floty Krążowników Liniowych) admirał William Pakenham, zastępując George'a Pateya. Aż do zakończenia wojny służba „Australii” upływała na monotonnych ćwiczeniach i patrolach na Morzu Północnym. Najważniejszymi wydarzeniami w życiu załogi w 1917 roku były kolejno: 26 czerwca wizyta na okręcie króla Jerzego V, 12 grudnia kolejna kolizja, tym razem z krążownikiem liniowym „Repulse”, po której australijska jednostka znów trafiła do stoczni remontowej oraz druga od stycznia 1915 roku okazja otwarcia ognia w akcji bojowej: 30 grudnia ostrzelano peryskop domniemanego okrętu podwodnego przeciwnika, bez widocznego rezultatu.

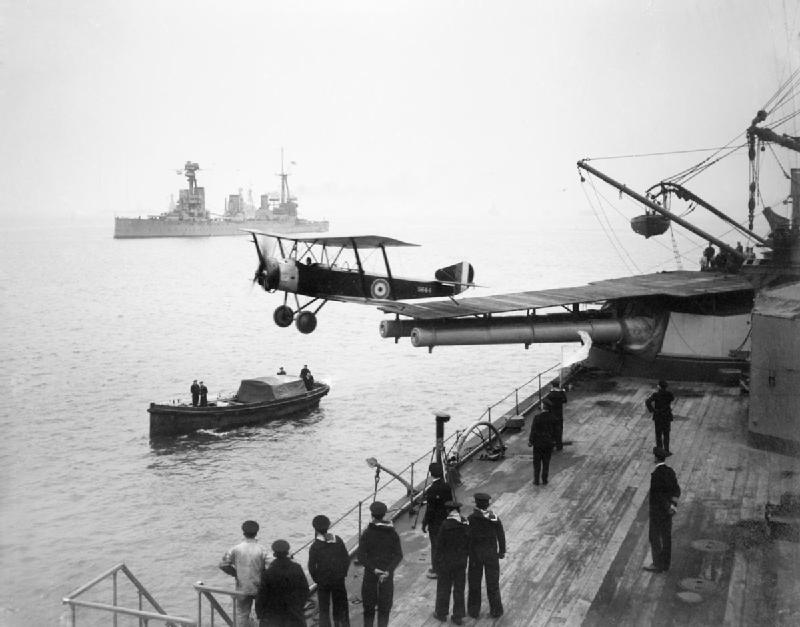
Start samolotu Sopwith 1½ Strudder z platformy na wieży „Australii” w 1918

23 kwietnia 1918 roku Brytyjczycy przeprowadzili śmiały rajd na Zeebrugge, celem zablokowania tego portu dla floty niemieckiej. Wzięło w nim udział 11 ochotników z załogi „Australii”: porucznik inżynier W. H. V. Edgar i dziesięciu marynarzy. Oficer za swą postawę podczas akcji został odznaczony Distinguished Service Cross, trzej marynarze Distinguished Service Medal, trzej inni zostali wymienieni w sprawozdaniu. Poza tym czas do zakończenia wojny upływał na kolejnych ćwiczeniach, wyjściach w morze bez kontaktu bojowego oraz próbach z nowym rodzajem broni: lotnictwem pokładowym. Na platformach umieszczonych na wieżach artyleryjskich śródokręcia przewożono samoloty dwóch typów: myśliwski Sopwith Camel i rozpoznawczy Sopwith 1½ Strutter. Eksperymentalne starty tego ostatniego (pionierski wykonał 4 kwietnia 1918 roku kapitan F. M. Fox z Royal Air Force) udowodniły możliwość operacyjnego wykorzystania dwumiejscowych maszyn rozpoznawczych bazujących na dużych okrętach artyleryjskich i przyniosły w efekcie wyposażenie większości z nich w platformy startowe na wieżach artyleryjskich jeszcze przed zakończeniem działań wojennych. Paradoksalnie, wstrzymało to jednak brytyjskie doświadczenia nad użyciem katapult.
Zawieszenie broni z 11 listopada 1918 roku przewidywało rozbrojenie i internowanie okrętów Hochseeflotte. Zgodnie z ustaleniami 21 listopada poddające się jednostki niemieckie spotkały się w morzu z okrętami Grand Fleet dowodzonymi przez admirała Beatty'ego i wzmocnionymi na tę okazję eskadrami amerykańską i francuską. „Australia” płynęła na czele lewego skrzydła floty. Następnie eskortowała najnowszy niemiecki krążownik liniowy „Hindenburg” na stałe miejsce internowania w Scapa Flow i pozostała tam jako część zespołu pełniącego nadzór aż do końca swej służby na wodach europejskich. W kwietniu 1919 roku okręt przepłynął do Portsmouth, gdzie został oficjalnie pożegnany przez księcia Walii i ówczesnego Pierwszego Lorda Morskiego Rosslyna Wemyssa, a następnego dnia wyruszył w drogę powrotną do kraju.

### Bunt na okręcie
„Australia” wpłynęła do australijskiego Fremantle 28 maja 1919 roku, po czteroipółletniej nieobecności w kraju. Załoga spodziewała się dłuższego postoju w porcie i możliwości pierwszego po tak długiej przerwie kontaktu z ojczystą ziemią i rodakami. Część załogi pochodząca z pobliskiego Perth liczyła na spotkanie z rodzinami. Stąd rozkaz kolejnego wyjścia w morze już 1 czerwca i ograniczenie w związku z tym przepustek na ląd spotkało się z bardzo negatywnym przyjęciem. Ponad osiemdziesięciu członków załogi zebrało się w dniu wyjścia w morze na śródokręciu, żądając od dowódcy okrętu, komandora Claude'a Cumberledge'a (który objął to stanowisko zaledwie tydzień przed wypłynięciem do Australii), przesunięcia rozkazu wypłynięcia o przynajmniej jeden dzień. Dowódca odmówił działania pod presją zbuntowanej załogi, tłumacząc jednocześnie, że opóźnienie wyjścia w morze jest niemożliwe, ponieważ okręt ma ściśle określony czas przybycia do Melbourne, limitowany koniecznością udziału w paradzie floty z okazji zwycięstwa. Marynarze pozornie przyjęli te wyjaśnienia i rozeszli się w spokoju, ale wkrótce potem obsada kotłowni odmówiła podjęcia swych obowiązków, unieruchamiając okręt.
Opóźnienie wyjścia w morze wyniosło jednak tylko godzinę: oficerowie krążownika zebrali wśród pozostałej załogi chętnych do pracy jako palacze i po podniesieniu ciśnienia pary w kotłach okręt opuścił Fremantle. W morzu dowódca i kadra oficerska „Australii” przeprowadzili śledztwo i w jego wyniku doraźnie aresztowano 12 spośród zbuntowanych marynarzy, pięciu uznanych za przywódców rozruchów, miało stanąć przed sądem wojennym. Rozprawa odbyła się 20 czerwca 1919 roku na pokładzie starego krążownika pancernopokładowego „Encounter”, bazującego w Sydney. Orzeczono o winie wszystkich pięciu oskarżonych, skazując ich na kary od roku do dwóch lat ciężkich robót.
Po ogłoszeniu wyroku rozpoczęła się publiczna dyskusja na temat jego słuszności. O ile opinia publiczna nie kwestionowała konieczności orzekania kar w przypadku buntu we flocie, to ich wymiar uznano za zbyt wielki. Podnoszono kwestię długiej nieobecności załogi w kraju i wskazywano na młody wiek skazanych (mieli od 18 do 21 lat). Podobne poglądy mieli również niektórzy członkowie rządu australijskiego, którzy zasugerowali marynarce możliwość nadzwyczajnego zmniejszenia kar w związku z podpisaniem traktatu pokojowego. Podobne stanowisko zajął również rząd brytyjski, przesyłając w lipcu za pośrednictwem ministerstwa kolonii pismo sugerujące złagodzenie wyroków.
Ostatecznie skazani zostali zwolnieni w grudniu 1919 roku, chociaż spotkało się to z oporem niektórych starszych oficerów rady marynarki (Australian Naval Board): dwaj z nich złożyli dymisję na znak protestu przeciwko wpływaniu na niezawisłe decyzje sądu wojennego i wycofali je dopiero po zapewnieniu, że rząd potraktuje tę sprawę wyjątkowo i nie będzie kontynuował podobnych praktyk w przyszłości. Jednocześnie oficjalnie podano do wiadomości, że akt łaski wobec buntowników spowodowany jest wyjątkowymi okolicznościami, przede wszystkim ostatecznym zakończeniem wojny.

### Służba powojenna
W trakcie krótkiej powojennej służby liniowej „Australia” wzięła udział w uświetnieniu oficjalnej wizyty księcia Walii w maju 1920 roku. Posiadanie tak dużej jednostki w zmienionych po zakończeniu wojny warunkach geopolitycznych budziło jednak znaczne kontrowersje, będąc przy tym sporym obciążeniem dla zredukowanego budżetu Royal Australian Navy. Dodatkowym problemem był fakt zaprzestania produkcji amunicji do dział kal. 305 mm w brytyjskich arsenałach. Już pod koniec 1920 roku marynarka zdecydowała o przeklasyfikowaniu krążownika na okręt szkolny artylerzystów i torpedystów w bazie Flinders (na południe od Melbourne), ze zredukowanym personelem.
12 grudnia 1921 roku „Australia” została ostatecznie przeniesiona do rezerwy. Rozpoczęta miesiąc wcześniej konferencja waszyngtońska miała zdecydować o ostatecznym losie okrętu. Jednym z jej celów miała być redukcja zbrojeń morskich w obrębie klasy okrętów liniowych. Pięć największych potęg morskich (Royal Australian Navy została potraktowana jako część floty brytyjskiej) porozumiało się w kwestii limitów tonażowych i ilościowych pancerników i krążowników liniowych. Oznaczało to konieczność wycofania ze służby i zniszczenia większości z nich, w tym australijskiego okrętu flagowego. Pozostawiony w rezerwie w Sydney krążownik miał być rozbrojony w ciągu półrocza od podpisania traktatu, a następnie złomowany bądź zniszczony w inny sposób. Ponieważ Australia nie dysponowała odpowiednią stocznią złomową, w listopadzie 1923 roku rząd podjął decyzję o zatopieniu okrętu. Początkowo miało się ono odbyć 25 kwietnia 1924 roku, w rocznicę desantu ANZAC pod Gallipoli (Anzac Day), ale później przesunięto je na 12 kwietnia, w związku z wizytą w tym dniu eskadry okrętów Royal Navy w jej wokółziemskim rejsie. Do tego czasu z krążownika zdjęto wszystkie sprzęty i materiały, które mogły zostać ponownie wykorzystane w inny sposób.

## Zatopienie okrętu

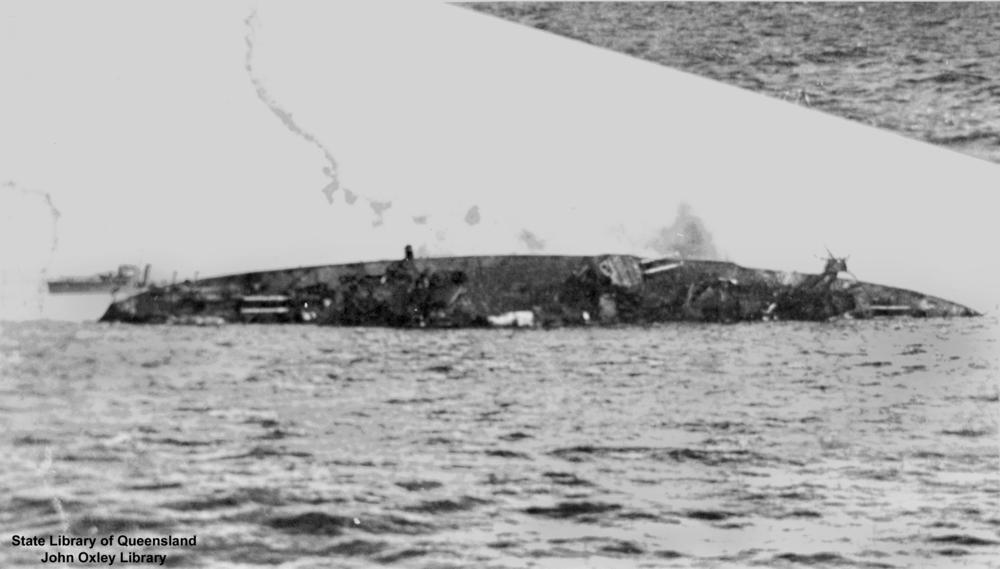
Zatopienie „Australii”

12 kwietnia 1924 roku „Australia” została odholowana na odległość 24 mil morskich na północny wschód od wejścia do portu w Sydney. Towarzyszył jej zespół okrętów australijskich, eskadra brytyjska (z krążownikami liniowymi „Hood” i „Repulse”) oraz statki cywilne. O godzinie 14.30 czasu lokalnego przebywający na pokładzie krążownika członkowie ostatniej, szkieletowej załogi (15 marynarzy, wybranych spośród tych, którzy służyli niegdyś na okręcie) uruchomili zapalniki zainstalowanych ładunków wybuchowych i otworzyli zawory denne, po czym przeszli na towarzyszące jednostki. Po około 20 minutach nabierający wody okręt przewrócił się do góry stępką i zaczął tonąć na rufę. Ostatecznie zniknął pod powierzchnią wody o 14.51, z towarzyszeniem salwy honorowej dział krążownika „Brisbane”. W miejscu zatonięcia samolot Royal Australian Air Force zrzucił do wody wieniec.
Mimo że lokalizacja miejsca zatopienia była znana, wrak został odnaleziony i sfotografowany po raz pierwszy dopiero w 2007 roku przez zdalnie sterowany, bezzałogowy pojazd podwodny, należący do United States Navy. Wrak leży do góry dnem na głębokości 380–400 metrów. Okręt chroniony jest ustawą z 1976 jako wrak zabytkowy (Commonwealth Historic Shipwrecks Act).